# Гривет
Гривет (лат. Chlorocebus aethiops) — вид обезьян семейства мартышковых отряда приматов, один из шести видов рода Зелёные мартышки. Некоторые авторы считают всех членов рода Chlorocebus, включая гривета, принадлежащими одному виду, Cercopithecus aethiops. Гривет встречается в Эфиопии, Судане, Джибути и Эритрее. В южной части своего ареала вступает в контакт с близкородственными видами верветкой (C. pygerythrus) и джам-джамом (C. djamdjamensis). Между этими видами возможно образование гибридов, что представляет некоторую опасность для популяции редкого джам-джама.

## Описание
Кожа на лице, ладонях и ступнях чёрная. Над глазами белая полоса. Лицо обрамлено длинными бакенбардами. Шерсть на спине оливково-серого цвета, на брюхе и груди белая. Кожа на брюхе с синеватым отливом. Шерсть на ощупь щетинистая. Средняя длина тела 49 см для самцов и 42,6 см для самок. Длина хвоста у самцов от 30 до 50 см. Масса тела от 3,4 до 8 кг, при этом самцы крупнее самок.

## Распространение
Встречаются в редколесьях Судана к востоку от Белого Нила, в Эритрее и Эфиопии к востоку от Великой рифтовой долины, а также в Джибути. Селятся поблизости от источников воды. Способны адаптироваться к различным видам среды обитания.

## Поведение
Более всего активны утром и ранним вечером. Большую часть времени проводят на земле. Пищу добывают на земле, однако спят на деревьях. Социальны, тратят много времени на груминг, игры и потасовки. Всеядны, в рационе фрукты, овощи, мелкие млекопитающие, насекомые и птицы. Нередко ищут еду на мусорных свалках. Потребляют достаточно много воды, особенно в сухой сезон. Образуют крупные группы до 70 особей. В группе у обоих полов чёткая иерархия. Существуют также группы, состоящие из одних самцов. Передвигаются на четырёх конечностях, однако иногда встают на задние лапы, особенно когда несут в передних какой-либо груз.
Самки спариваются с ограниченным числом партнёров, тогда как самцы стараются спариться с как можно большим числом самок. Во время течки гениталии самок набухают, что служит сигналом для самцов. Беременность длится от 2 до 3 месяцев, в помёте обычно один детёныш. У новорождённых розовая кожа и чёрная шёрстка, к двухмесячному возрасту они принимают взрослую окраску. Питаются молоком матери до шести месяцев. Продолжительность жизни до 13 лет.

## Статус популяции
В отличие от других зелёных мартышек, гривет достаточно широко распространён и имеет охранный статус «Не вызывающий опасений» от Международного союза охраны природы. Основные угрозы виду — нелегальная охота с целью добычи мяса и разрушение среды обитания. На гриветов охотятся, помимо человека, крупные змеи, леопарды и павианы.